# Anablepsoides monticola
Anablepsoides monticola es un pez de agua dulce la familia de los rivulines en el orden de los ciprinodontiformes.

## Morfología
De cuerpo alargado, los machos pueden alcanzar los 3,3 cm de longitud máxima.

## Distribución geográfica
Se encuentran en ríos de Sudamérica, en la cuenca de la cabecera del río Amazonas en Ecuador.

## Hábitat
Viven en pequeños cursos de agua de clima tropical, de comportamiento bentopelágico. Prefiere habitar en agua clara a ligeramente turbia, que fluye bastante rápido, arroyos que tienen una profundidad de hasta aproximadamente 70 cm.